# Letýmpou
Letýmpou (grec moderne : Λετύμπου) est un village chypriote situé dans le district de Paphos et comptant plus de 249 habitants.